# オマツリオトコ
オマツリオトコ（欧字名:Omatsuri Otoko、2020年1月31日 - ）は、日本の競走馬。2022年の兵庫ジュニアグランプリの勝ち馬である。
馬名の意味は、祭り好きな男。母名より連想。

## 戦績

### 2歳（2022年）
2022年6月18日、函館競馬場6レースの2歳新馬戦（ダート1000m）で、鞍上横山武史でデビューし勝利。
2戦目は初芝・初重賞で7月16日の函館2歳ステークスに出走。再び横山武史とコンビを組み、最後方からの末脚勝負でブトンドールの3着に好走した。その後ダートに戻り、松山弘平に乗り替わりとなった10月1日の1勝クラス・ヤマボウシ賞（中京競馬場・ダート1400m）で2勝目を挙げた。
11月24日の兵庫ジュニアグランプリは再び横山武史を鞍上に迎え、単勝1.5倍の圧倒的支持を受けるトレドに次ぐ2番人気に推された。レースはトレドが1コーナーで競走中止する波乱のスタート。好位置につけ直線入り口で先頭に立って押し切り、逃げた5番人気の北海道所属スペシャルエックスに4馬身差をつけ優勝。重賞初制覇を果たした。鞍上の横山武史は「これまで2度騎乗していて、癖などよく分かっていた馬。結果を出せて良かったです。スタートだけは得意ではないので気をつけました。前走でそれほど砂をかぶらず勝ったのでどうかと思ったが、砂をかぶっても勝ったので強い馬です。使うごとに反応も良くなっているし、思っていた以上に強い競馬でした。課題はありますが、逆に成長する余地があるということです」と期待を寄せた。
GI/JpnI初出走となった12月14日の全日本2歳優駿は中団前目から徐々に進出し、直線で一時先頭に立ったが、外を伸びてきたデルマソトガケにゴール寸前で差し切られ、アタマ差の2着に惜敗した。鞍上の横山武は「返し馬から左回りが得意じゃないと感じていて、その不安が出た。状態が悪くなくて、地力だけで頑張ってくれた」とコメントした。

### 3歳（2023年）
3歳初戦として、2月19日に東京競馬場で行われたヒヤシンスステークスに出走。3番人気に推されたが、13着に敗れた。その後芝のニュージーランドトロフィーに出走するも伸びを欠いて14着に、再度ダートに戻ってユニコーンステークス、ジャパンダートダービーと連戦するも6着、9着と敗れる。
放牧を挟んで出走した佐賀のサマーチャンピオンでは逃げたサンライズホークを捉えきれず2着に敗れたものの、直線の伸び脚は好調時の片鱗を見せ復調をアピールした。しかし次走の東京盃ではスタートで後手を踏んで11着、続く神奈川記念（川崎・ダート1600m、同年限定のダートグレード競走）も直線伸びきれず5着に敗れる。

### 4歳（2024年）
4歳初戦の根岸ステークスを皮切りに、ダート短距離戦を3戦したがいずれも二桁着順と大敗を続けた。

### 5歳（2025年）
1月11日のすばるステークス（リステッド競走、中京・ダート1400m）も15着と大敗し、このレースを最後に同月15日付でJRAの競走馬登録を抹消された。今後は園田競馬場へ移籍する予定。

## 競走成績
以下の内容は、JBISサーチおよびnetkeiba.comの情報に基づく。
| 競走日     | 競馬場 | 競走名                         | 格     | 距離（馬場）  | 頭 数 | 枠 番 | 馬 番 | オッズ （人気） | 着順 | タイム （上がり3F） | 着差 | 騎手        | 斤量 [kg] | 1着馬（2着馬）         | 馬体重 [kg] |
| ---------- | ------ | ------------------------------ | ------ | ------------- | ----- | ----- | ----- | --------------- | ---- | ------------------- | ---- | ----------- | --------- | ---------------------- | ----------- |
| 2022.06.18 | 函館   | 2歳新馬                        |        | ダ1000m（良） | 8     | 5     | 5     | 003.50（1人）   | 01着 | R1:00.3（35.3）     | -0.9 | 0横山武史   | 54        | （リンデザ）           | 484         |
| 0000.07.16 | 函館   | 函館2歳S                       | GIII   | 芝1200m（稍） | 13    | 2     | 2     | 023.00（8人）   | 03着 | R1:12.0（35.8）     | -0.2 | 0横山武史   | 54        | ブトンドール           | 476         |
| 0000.10.01 | 中京   | ヤマボウシ賞                   | 1勝    | ダ1400m（良） | 9     | 5     | 5     | 003.50（2人）   | 01着 | R1:24.3（37.2）     | -0.3 | 0松山弘平   | 55        | （スクーバー）         | 480         |
| 0000.11.24 | 園田   | 兵庫ジュニアGP                 | JpnII  | ダ1400m（重） | 12    | 3     | 3     | 003.70（2人）   | 01着 | R1:29.0（37.9）     | -0.6 | 0横山武史   | 55        | （スペシャルエックス） | 486         |
| 0000.12.14 | 川崎   | 全日本2歳優駿                  | JpnI   | ダ1600m（稍） | 14    | 7     | 12    | 003.40（2人）   | 02着 | R1:43.3（40.7）     | -0.0 | 0横山武史   | 55        | デルマソトガケ         | 484         |
| 2023.02.19 | 東京   | ヒヤシンスS                    | L      | ダ1600m（良） | 14    | 5     | 7     | 004.40（3人）   | 13着 | R1:40.1（39.1）     | -2.9 | 0横山武史   | 58        | ペリエール             | 484         |
| 0000.04.08 | 中山   | NZT                            | GII    | 芝1600m（稍） | 16    | 5     | 9     | 071.3（12人）   | 14着 | R1:35.1（36.5）     | -1.4 | 0永野猛蔵   | 56        | エエヤン               | 482         |
| 0000.06.18 | 東京   | ユニコーンS                    | GIII   | ダ1600m（良） | 15    | 1     | 1     | 015.20（4人）   | 06着 | R1:35.7（36.0）     | -0.7 | 0M.デムーロ | 56        | ペリエール             | 478         |
| 0000.07.12 | 大井   | ジャパンDダービー              | JpnI   | ダ2000m（良） | 11    | 7     | 9     | 029.60（5人）   | 09着 | R2:07.6（41.7）     | -3.0 | 0横山武史   | 57        | ミックファイア         | 482         |
| 0000.08.31 | 佐賀   | サマーチャンピオン             | JpnIII | ダ1400m（良） | 12    | 7     | 10    | 003.70（2人）   | 02着 | R1:26.1（35.8）     | -0.5 | 0横山武史   | 54        | サンライズホーク       | 485         |
| 0000.10.04 | 大井   | 東京盃                         | JpnII  | ダ1200m（不） | 13    | 5     | 7     | 015.80（5人）   | 11着 | R1:12.6（37.4）     | -2.6 | 0松山弘平   | 55        | ドンフランキー         | 492         |
| 0000.12.14 | 川崎   | 神奈川記念                     | 重賞   | ダ1600m（稍） | 11    | 6     | 6     | 007.10（4人）   | 05着 | R1:44.3（41.6）     | -1.4 | 0横山武史   | 56        | ヴィブラフォン         | 494         |
| 2024.01.28 | 東京   | 根岸S                          | GIII   | ダ1400m（良） | 16    | 7     | 13    | 210.9（13人）   | 12着 | R1:25.6（36.2）     | -1.5 | 0石川裕紀人 | 56        | エンペラーワケア       | 494         |
| 0000.03.09 | 阪神   | コーラルS                      | L      | ダ1400m（良） | 16    | 6     | 11    | 068.4（15人）   | 14着 | R1:25.6（38.1）     | -1.8 | 0池添謙一   | 56        | レディバグ             | 488         |
| 0000.11.17 | 東京   | 霜月S                          | OP     | ダ1400m（良） | 16    | 5     | 9     | 068.4（15人）   | 14着 | R1:26.0（36.8）     | -3.0 | 0内田博幸   | 58        | ロードフォンス         | 476         |
| 2025.01.11 | 中京   | すばるS                        | L      | ダ1400m（良） | 16    | 1     | 1     | 182.8（15人）   | 15着 | R1:25.6（38.7）     | -2.6 | 0幸英明     | 58        | フリームファクシ       | 486         |
| 0000.02.26 | 姫路   | ひょうご雪姫ポーク特別         | A1     | ダ1500m（良） | 8     | 7     | 7     | 003.30（2人）   | 05着 | R1:39.1（38.9）     | -0.5 | 0下原理     | 57        | スマートラプター       | 500         |
| 0000.03.27 | 園田   | ひめたんお誕生日記念           | A1A2   | ダ1400m（良） | 12    | 5     | 6     | 003.70（2人）   | 02着 | R1:29.6（38.1）     | -0.2 | 0下原理     | 56        | フクノユリディズ       | 483         |
| 0000.05.05 | 園田   | 兵庫大賞典                     | 重賞I  | ダ1400m（良） | 10    | 3     | 3     | 009.30（2人）   | 04着 | R1:29.8（39.5）     | -0.6 | 0下原理     | 57        | イグナイター           | 493         |
| 0000.05.25 | 高知   | 福永洋一記念                   | 重賞   | ダ1600m（不） | 11    | 8     | 11    | 014.20（6人）   | 09着 | R1:45.4（39.7）     | -1.8 | 0下原理     | 57        | エコロクラージュ       | 484         |
| 0000.08.01 | 園田   | デイリースポーツオンライン特別 | A1A2   | ダ1400m（良） | 9     | 8     | 8     | 004.40（2人）   | 01着 | R1:28.4（37.2）     | -1.1 | 0下原理     | 57        | （エイシンレジューム） | 489         |

- 競走成績は2025年8月1日現在

## 血統表
| オマツリオトコの血統               | オマツリオトコの血統               | オマツリオトコの血統              | （血統表の出典）                  | （血統表の出典）    |
| 父系                               | サドラーズウェルズ系               | サドラーズウェルズ系              | サドラーズウェルズ系              | [ § 2 ]             |
| 父 *ヴィットリオドーロ 2009 黒鹿毛 | 父の父Medaglia d'Oro 1999 黒鹿毛   | El Prado                          | Sadler's Wells                    | Sadler's Wells      |
| 父 *ヴィットリオドーロ 2009 黒鹿毛 | 父の父Medaglia d'Oro 1999 黒鹿毛   | El Prado                          | Lady Capulet                      |                     |
| 父 *ヴィットリオドーロ 2009 黒鹿毛 | 父の父Medaglia d'Oro 1999 黒鹿毛   | Cappucino Bay                     | Bailjumper                        | Bailjumper          |
| 父 *ヴィットリオドーロ 2009 黒鹿毛 | 父の父Medaglia d'Oro 1999 黒鹿毛   | Cappucino Bay                     | Dubbed In                         |                     |
| 父 *ヴィットリオドーロ 2009 黒鹿毛 | 父の母プリエミネンス 1997 鹿毛     | *アフリート                       | Mr. Prospector                    | Mr. Prospector      |
| 父 *ヴィットリオドーロ 2009 黒鹿毛 | 父の母プリエミネンス 1997 鹿毛     | *アフリート                       | Polite Lady                       |                     |
| 父 *ヴィットリオドーロ 2009 黒鹿毛 | 父の母プリエミネンス 1997 鹿毛     | アジテーション                    | Caerleon                          | Caerleon            |
| 父 *ヴィットリオドーロ 2009 黒鹿毛 | 父の母プリエミネンス 1997 鹿毛     | アジテーション                    | *ランザリスク                     |                     |
| 母 マツリバヤシ 2008 芦毛          | 母の父スマートボーイ 1995 鹿毛     | *アサティス                       | Topsider                          | Topsider            |
| 母 マツリバヤシ 2008 芦毛          | 母の父スマートボーイ 1995 鹿毛     | *アサティス                       | Secret Asset                      |                     |
| 母 マツリバヤシ 2008 芦毛          | 母の父スマートボーイ 1995 鹿毛     | アンラブル                        | *ノーリュート                     | *ノーリュート       |
| 母 マツリバヤシ 2008 芦毛          | 母の父スマートボーイ 1995 鹿毛     | アンラブル                        | アラート                          |                     |
| 母 マツリバヤシ 2008 芦毛          | 母の母サウンドカーニバル 2000 芦毛 | バブルガムフェロー                | *サンデーサイレンス               | *サンデーサイレンス |
| 母 マツリバヤシ 2008 芦毛          | 母の母サウンドカーニバル 2000 芦毛 | バブルガムフェロー                | *バブルカンパニー                 |                     |
| 母 マツリバヤシ 2008 芦毛          | 母の母サウンドカーニバル 2000 芦毛 | *サウンド                         | Danzig                            | Danzig              |
| 母 マツリバヤシ 2008 芦毛          | 母の母サウンドカーニバル 2000 芦毛 | *サウンド                         | Din                               |                     |
| 母系(F-No.)                        | サウンド(USA)系(FN:1-l)            | サウンド(USA)系(FN:1-l)           | サウンド(USA)系(FN:1-l)           | [ § 3 ]             |
| 5代内の近親交配                    | Northen Dancer 5 × 5 ･ 5 = 9.38％  | Northen Dancer 5 × 5 ･ 5 = 9.38％ | Northen Dancer 5 × 5 ･ 5 = 9.38％ | [ § 4 ]             |
| 出典                               | 1. 2. 3. 4.                        | 1. 2. 3. 4.                       | 1. 2. 3. 4.                       | 1. 2. 3. 4.         |

- 祖母サウンドカーニバルの半兄にハギノリアルキング（目黒記念、日経新春杯）がいる。
- そのほかの近親にアドマイヤモナーク、トーセンベニザクラ、トシキャンディなど。